# Teopanzolco

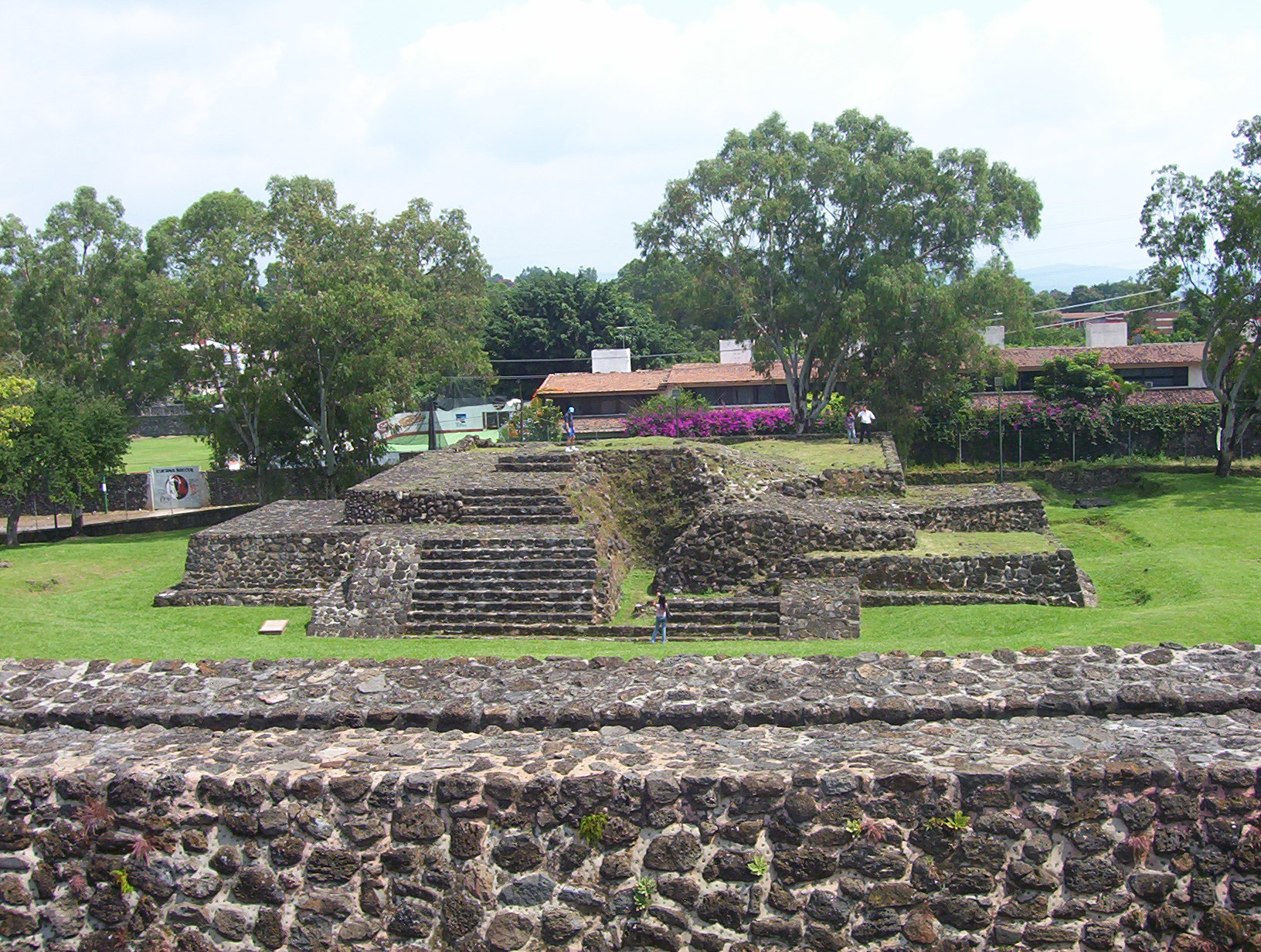
Edificio 13, Templo de Tezcatlipoca.

Teopanzolco es un sitio arqueológico que se ubica en la ciudad de Cuernavaca, Morelos, México. Teopanzolco es una palabra del idioma náhuatl que se interpreta como El lugar del templo viejo.

## Historia
Se sabe que el centro monumental fue emplazado en una colina formada por un derrame de lava, producto de la actividad volcánica que cerró el extremo sur de la cuenca de México.
En el valle de Morelos existieron grupos sedentarios por lo menos desde el 2000 a. C.; la evolución de éstos fue similar a la de los del resto del Altiplano central. En los inicios del periodo Clásico, se dio un desarrollo regional, al que se sumó la presencia de la cultura teotihuacana que fue muy importante en el área.
El Posclásico Temprano se caracterizó por la presencia de manifestaciones culturales propias en la mayoría de las regiones de Mesoamérica. Para el Posclásico Tardío, los grupos dominantes en el Altiplano fueron de origen náhuatl; el de los tlahuicas, que fundaron el señorío de Cuauhnáhuac y desarrollaron sus propias manifestaciones, y los matlatzincas del valle de Toluca, que fueron conquistados por los mexicas. Ambos grupos estuvieron relacionados en cierta medida.
Moctezuma Ilhuicamina sometió esta vasta región principalmente productora de algodón, elemento que los habitantes del área tributaron hasta el momento de la conquista de México-Tenochtitlan por los españoles, como lo demuestra la Matrícula de Tributos.
Durante los primeros años de la Colonia el señorío de Cuauhnáhuac pasó a formar parte del marquesado del Valle de Oaxaca, que abarcó desde Morelos hasta Oaxaca. Las tierras de este marquesado pertenecieron a Hernán Cortés, quien introdujo el cultivo de la caña de azúcar y su industrialización mediante el primer molino, ubicado en Tlaltenango, al norte de lo que actualmente es la ciudad de Cuernavaca.

## Construcción
Durante el período conocido como “Posclasico Tardío” (1150-1521 d. C.) sobre un montículo (mogote) se erigió una enorme pirámide orientada hacia el poniente, en cuya parte superior colocaron los templos adoratorios techados con ramajes, en honor de Huitzilopochtli (dios de la guerra) y Tláloc (dios de la lluvia). Esa estructura piramidal fue concebida rodeada por varias plataformas, una de las cuales, por tener la forma rectangular adelante y circular atrás, así como por estar dirigida hacia el oriente, pudo corresponder al lugar de adoración de Ehécatl-Quetzalcóatl en su advocación Tlahuizcalpantecuhtli, Venus, Estrella de la Mañana. También, en la parte posterior de la pirámide de las deidades de la guerra y de la lluvia, se construyó otra de menor tamaño, dedicada (supuestamente) a Tezcatlipoca (Espejo Humeante) dios omnipresente y omnipotente de los misterios y de la noche.
Las demás estructuras piramidales que rodean la gran pirámide, también eran altares para otras deidades menores y algunas de ellas tenían fosas para el depósito de los restos mortuorios de los sacrificados a los dioses patrones de ese centro ceremonial. Ese macabro antecedente está íntimamente ligado a lo que se refiere en las Relaciones Originales de Chalco Amequemecan, página 113, de Domingo Francisco de San Antón Muñón Chimalpahin Cuauhtlehuanitzin:

'1490, año conejo... Y en ese mismo año el Señor Nezahualpilli, de Tetzcuco, puso su mano sobre los totollapanecas de Huexotzingo. Muchos de los huexotzincas y de los zozoltecas se entregaron como prisioneros del Ahuitzotl y fueron entrados en Cuauhnáhuac a la CASA DEL DIABLO…

La "casa del diablo" también así llamado Teopanzolco, para ser realizado ahí un sacrificio multitudinario de huexotzingos.
Es un lugar de monumentos construidos en una colina originada por derrame de lava, producto de la actividad volcánica que cerró el extremo sur de la cuenca de México.
Teopanzolco formaba parte de la antigua Cuauhnáhuac, y estos son los únicos vestigios que quedan de aquella ciudad.
La roca basáltica del lugar fue el material utilizado para construir los edificios. Las piedras que forman las esquinas y parte de las construcciones están labradas. De los acabados exteriores de estas construcciones, es decir los aplanados de estuco y su pintura no se conserva nada, se supone que deben haber estado pintados, como se observa en otras zonas arqueológicas.
Los vestigios recuperados en Teopanzolco revelan la coexistencia de dos grupos, los habitantes del sitio y los mexicas, conquistadores del señorío. De ahí que la cerámica más abundante e incluso el estilo arquitectónico se asocie con los mexicas.

## Arqueología
En el año 1921 Manuel Gamio y José Reigadas Vertiz fueron los que empezaron la limpieza de los edificios prehispánicos de la zona.
En los años 1956/57 los arqueólogos Román Piña Chan y Eduardo Noguera excavaron el basamento de Ehecatl, además de algunos pozos estratigráficos para determinar la secuencia cronológica cerámica de Teopanzolco.
En el año 1963 arqueólogo Roberto Gallegos y el ingeniero Juan Dubernard continuaron con los trabajos de exploración del sitio.
En los años 1968/69, el arqueólogo Jorge Angulo Villaseñor realizó trabajos en el basamento de Tezcatlipoca, continuando con estas excavaciones Wanda Tomassi en el año 1980.
En el año 1985 la arqueóloga Bárbara Konieczna se hizo cargo de la zona arqueológica por parte del Centro INAH-Morelos y a partir de entonces cada año se realizan trabajos de mantenimiento de la zona arqueológica, así como los estudios arqueológicos menores. De ellos, se pueden mencionar los trabajos de limpieza de la Plataforma Norte en el año 1985 y los pozos estratigráficos excavados en el año 1991 por la arqueóloga Silvia Garza de González.
En el año 1997 se inició el proyecto de estudio global de la zona arqueológica de Teopanzolco, realizando las excavaciones en la porción Sur. Los trabajos aportaron datos de gran interés sobre la ocupación del sitio en la época prehispánica.

## Edificios

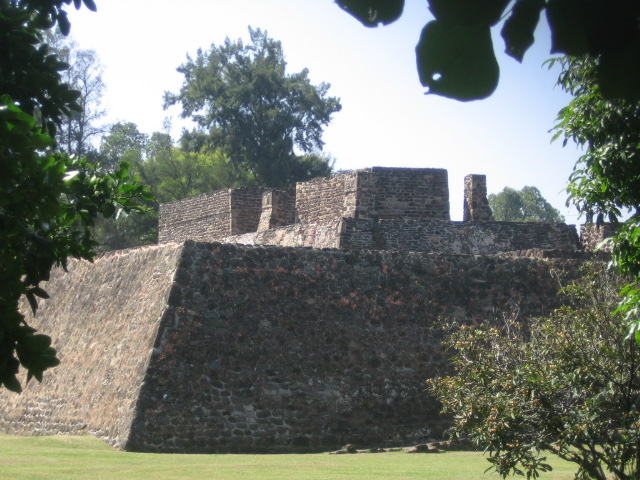
Edificio principal, el cual soporta dos templos el de Tlaloc y el de Huitzilopochtli.

Catorce edificios se levantan en Teopanzolco. El Edificio 1 por sus dimensiones está considerado el principal. Un gran basamento piramidal de planta rectangular; en el que se observan dos etapas de construcción sobrepuestas. En la arquitectura del México antiguo era común la sobreposición de edificaciones. Entre los dos cuerpos existe una entrecalle, recurso arqueológico, que muestra las diferentes etapas constructivas.
En la fachada principal orientada al oeste, se encuentran las escalinatas dobles, las cuales dan acceso al templo correspondiente. El templo del norte está dedicado a Tláloc, dios del Agua Celeste y la fertilidad. El templo del sur está consagrado a Huitzilopochtli, representante del Sol y dios de la Guerra.
El templo de Tláloc consta de un recinto con cuatro pilastras en los extremos. El de Huitzilopochtli es mayor y está dividido en dos secciones, en la del fondo se conservan restos de un altar.
Frente al Edificio 1 se abre una amplia plaza de planta rectangular, al sur se localiza el Edificio 2, al lado norte del 1, se ubica el 12 y en la parte posterior del 1, en el lado este del sitio se encuentran el 13 y el 14. El extremo oeste está limitado por los demás edificios, y en el norte no hay construcciones.
El edificio 2 es una plataforma baja, de planta irregular, que presenta en la cara norte una amplia escalinata. Los edificios 3 y 5 son basamentos de planta cuadrangular con escaleras. En esta última, en una fosa fue localizado un gran conjunto de restos óseos humanos, mezclados con navajas de obsidiana.

O para prevenir la extinción del quinto sol, bajo el que vivían los mexicas y que habría de perecer el día 4 ollin, se ofrecía al insaciable astro del día corazones humanos y un flujo constante del preciado líquido escarlata: sangre humana
Nigel Davies

## Actualidad
La zona arqueológica de Teopanzolco quedó integrada en una colonia de la ciudad de Cuernavaca; se logró proteger del crecimiento urbano en un área que comprende dos hectáreas aproximadamente, con vestigios monumentales y evidentes, pero el patrimonio puede estar oculto debajo de casas, construcciones y avenidas.
Aunque se ha conservado el centro ceremonial, de la zona habitacional y de la extensión de la ciudad se sabe poco, ya que la mayor parte de los vestigios arqueológicos se encuentran bajo las construcciones del actual desarrollo urbano.
En la actualidad parte de la zona de Teopanzolco, "El lugar del templo viejo", se conserva bardada, como si fuera una construcción más de la colonia Vista Hermosa.
El sitio está al cuidado del Instituto Nacional de Antropología e Historia.